# You've Really Got a Hold on Me
"You've Really Got a Hold on Me" é uma canção de 1962 da banda The Miracles, que faz parte do álbum The Fabulous Miracles. Vendeu mais de um milhão de cópias e foi introduzida no Hall da Fama do Grammy em 1998.

## Posição nas paradas musicais
| Parada (1962-1963)                       | Melhor posiçao |
| ---------------------------------------- | -------------- |
| Estados Unidos (Billboard Hot 100)       | 8              |
| Estados Unidos (Billboard Hot R&B Sides) | 1              |

## Regravações

### Versão dos The Beatles
"You Really Got a Hold on Me " foi a primeira faixa gravada pelos The Beatles, para seu segundo LP With the Beatles, com John Lennon no vocal líder e George Harrison em estreita harmonia. Os The Beatles tinham adquirido uma cópia importada da música pelo The Miracles e a incluíram em seu repertório no início de 1963. Os Beatles gravaram a canção em 18 de Julho de 1963. Eles tocaram ao mesmo tempo Please Please Me e em meio a um rigoroso calendário de turnês, também tiveram que incluir sessões de rádio e televisão na BBC. Foi concluída em sete leva, quatro das quais eram completas. O grupo então registrou quatro peças editadas. A versão final foi uma edição de leva 7, 10 e 11. Os Beatles também gravaram "You Really Got a Hold on Me" em quatro ocasiões, para a rádio BBC em 1963. Uma delas, do dia 30 de julho de 1963, foi incluída no Live at the BBC. Uma versão gravada ao vivo em Estocolmo, Suécia, em Outubro de 1963 fora lançada em 1995 no Anthology 1.
- John Lennon - guitarra base, vocal
- George Harrison - guitarra solo, harmonização vocal
- Paul McCartney - baixo, harmonização vocal
- Ringo Starr - bateria
- George Martin - piano

### Versão do The Temptations
Os The Temptations incluíram uma versão de "You've Really Got a Hold on Me", produzida por Smokey Robinson, no seu álbum de 1965 The Temptations Sing Smokey.

### Versão de Cyndi Lauper
Em 2003 a cantora pop Cyndi Lauper regravou a canção para o seu álbum "At last", no qual foi uma releitura de clássicos musicais. O álbum foi em comemoração dos 50 anos de Cyndi Lauper em homenagem a Nova Iorque.

### Versão de Eddie Money
"You Really Got a Hold on Me" também foi regravada pelo cantor americano de rock Eddie Money, que fez parte do seu álbum de 1977 Eddie Money. Foi lançada como um hit no início de 1979 e chegou à 72.ª posição no Billboard Hot 100. 

### Versão de Cher e Gregg Allman
"You've Really Got A Hold On Me" foi lançada como o segundo hit por Gregg Allman e Cher em 1977, para o álbum Two of Tough. 

### Versão do Small Faces
A banda mod Small Faces também fez um cover dessa música no álbum "From the Beginning", de 1967. Essa versão é mais rápida, mais pesada que as versões anteriores e mais original também, devido ao poder vocal de Steve Marriott, e há pequenas (quase não notáveis) modificações na letra da música.

### Versão do The Zombies
The Zombies também fizeram cover de "You Really Got a Hold on Me", que está presente no álbum "Begin Here" de 1965. 

### Outras versões
O jovem Michael Jackson regravou a música para um álbum solo quando ainda estava sob contrato com a Motown, mas essa versão só viu a luz do dia quando Michael morreu, na coleção Hello World: The Motown Solo Collection.
A banda de indie folk She & Him gravou uma versão da "You've Really Gotta Hold on Me" em 2008, para o seu álbum de estreiaVolume One. 
- Zooey Deschanel, como de costume, canta no vocal líder, mas M. Ward nos vocais parece mais proeminente do que na maioria das outras músicas do álbum. A canção foi também caracterizada como a última faixa de Nguyen Thao para o álbum de 2008 "We Brave Bee stings e All".

- O cantor Phil Collins também regravou a cançao em seu album mais recente, chamado "Going Back."

- A cantora Russian Red também protagonizou este tema no ano 2008 ao vivo em El Buho Real.

- A participante da 10ª temporada do American Idol, Haley Reinhart, interpretou a música na semana "Motown" e esta é considerada a melhor versão já feita desta música.

- A vencedora da quinta temporada de RuPaul's Drag Race , Jinkx Monsoon regravou essa canção em seu álbum Ginger Snapped.